# Рокі-Поїнт (округ Кітсеп, Вашингтон)
Рокі-Пойнт (англ. Rocky Point) — переписна місцевість (CDP) в США, в окрузі Кітсеп штату Вашингтон. Населення — 1615 осіб (2020).

## Географія
Рокі-Пойнт розташоване за координатами 47°35′10″ пн. ш. 122°40′5″ зх. д. / 47.58611° пн. ш. 122.66806° зх. д. (47.586047, -122.668101).  За даними Бюро перепису населення США в 2010 році переписна місцевість мала площу 1,96 км², з яких 1,93 км² — суходіл та 0,02 км² — водойми.

## Демографія
Згідно з переписом 2010 року, у переписній місцевості мешкали 1564 особи в 701 домогосподарстві у складі 429 родин. Густота населення становила 799 осіб/км².  Було 781 помешкання (399/км²).
Расовий склад населення:
| - 89,1 % — білих - 2,2 % — азіатів - 1,3 % — чорних або афроамериканців - 0,8 % — корінних американців - 0,3 % — вихідців з тихоокеанських островів - 1,3 % — осіб інших рас |

До двох чи більше рас належало 4,9 %. Частка іспаномовних становила 3,5 % від усіх жителів.
За віковим діапазоном населення розподілялося таким чином: 18,3 % — особи молодші 18 років, 65,5 % — особи у віці 18—64 років, 16,2 % — особи у віці 65 років та старші. Медіана віку мешканця становила 45,8 року. На 100 осіб жіночої статі у переписній місцевості припадало 111,4 чоловіків;  на 100 жінок у віці від 18 років та старших — 110,9 чоловіків також старших 18 років.
Середній дохід на одне домашнє господарство  становив 61 021 долар США (медіана — 44 706), а середній дохід на одну сім'ю — 77 980 доларів (медіана — 57 171). Медіана доходів становила 67 097 доларів для чоловіків та 34 375 доларів для жінок. За межею бідності перебувало 12,4 % осіб, у тому числі 5,6 % дітей у віці до 18 років та 4,2 % осіб у віці 65 років та старших.
Цивільне працевлаштоване населення становило 684 особи. Основні галузі зайнятості: освіта, охорона здоров'я та соціальна допомога — 28,5 %, будівництво — 13,2 %, науковці, спеціалісти, менеджери — 12,7 %.